# National Board of Review Awards 1949
La 21ª edizione dei National Board of Review Awards si è tenuta il 18 dicembre 1949.

## Classifiche

### Migliori dieci film
- Passioni (Quartet), regia di Ken Annakin, Arthur Crabtree, Harold French e Ralph Smart
- Il diavolo in corpo (Le diable au corps), regia di Claude Autant-Lara
- Nella polvere del profondo Sud (Intruder in the Dust), regia di Clarence Brown
- Ladri di biciclette, regia di Vittorio De Sica
- Lettera a tre mogli (A Letter to Three Wives), regia di Joseph L. Mankiewicz
- The Quiet One, regia di Sidney Meyers
- Idolo infranto (The Fallen Idol), regia di Carol Reed
- Odio (Home of the Brave), regia di Mark Robson
- Germania anno zero, regia di Roberto Rossellini
- L'ereditiera (The Heiress), regia di William Wyler

## Premi
- Miglior film: Ladri di biciclette, regia di Vittorio De Sica
- Miglior attore: Ralph Richardson (L'ereditiera e Idolo infranto)
- Miglior regista: Vittorio De Sica (Ladri di biciclette)
- Miglior sceneggiatura: Graham Greene (Idolo infranto)